# Kawle (województwo pomorskie)
Kawle (dodatkowa nazwa w j. kaszub. Kawle)– wieś w Polsce, położona w województwie pomorskim, w powiecie kartuskim, w gminie Sierakowice.
W latach 1975–1998 Kawle administracyjnie należały do województwa gdańskiego
Przed 2023 r. miejscowość była częścią wsi Gowidlino.
13 sierpnia 2025 miał tu miejsce pożar zakładu przetwórstwa drobiu.